# Nationale Koren
De Nationale Koren is een Nederlandse organisatie die zich ten doel stelt 'het opsporen en tot bloei brengen van jong vocaal talent.' De Nationale Koren is opgericht in 1989. De Nationale Koren bestaan uit vier koren: het Nationaal Kinderkoor en het Nationaal Jongenskoor voor 10 t/m 15 jaar en het Nationaal Vrouwen Jeugdkoor en het Nationaal Gemengd Jeugdkoor voor 16 t/m 29 jaar. Daarnaast zijn er juniorkoren voor 6 t/m 9 jaar en leiden ze solisten op. De koren treden regelmatig op bij klassieke concerten, bijvoorbeeld in het Concertgebouw Amsterdam. Er bevinden zich lesplaatsen door het hele land, met wekelijkse repetities, en maandelijks een landelijke studiedag. De directeur is Irene Verburg. De beschermheer is Sir Simon Rattle, chef-dirigent van het London Symphony Orchestra.

## Geschiedenis
In 1989 werd het Nationaal Kinderkoor opgericht, vanuit de stichting SNK en Silvère van Lieshout. Als vervolgtraject werd in 1996 het Nationaal Jeugdkoor opgericht, om ook jongeren vanaf 16 jaar plek te bieden. Als gevolg van de Cultuurnota moest stichting SNK de koren afstoten. De koren kregen toen plek in de nieuwe ‘Stichting Nationaal Kinderkoor | Nationaal Jeugdkoor’. De naam van de stichting werd in 2001 veranderd in Vocaal Talent Nederland (VTN). In 2006 werd het Nationaal Jongenskoor gevormd, als voortzetting van het Omroep Jongenskoor (van het Muziekcentrum van de Omroep) dat vanwege bezuinigingen van het Rijk moest worden opgeheven. Het Nationaal Gemengd Jeugdkoor werd in 2011 gevormd, waarin ook lagere jongensstemmen een plek hebben. Het Nationaal Jeugdkoor werd toen omgedoopt tot Nationaal Vrouwen Jeugdkoor.

## Concerten en prijzen
De koren treden regelmatig op: bijvoorbeeld met eigen concerten, zoals het jaarlijkse zomerconcert, maar ook in het Concertgebouw, met bijvoorbeeld de Matthäus-Passion van Bach en de Symfonie nr. 8 van Gustav Mahler (ook tijdens het Mahler Festival). Ook zong het bij de Nationale Herdenking op 4 mei in de Nieuwe Kerk in Amsterdam en bij de doop van Prinses Amalia. 
In 2016 werd een CD waaraan het Nationaal Vrouwen Jeugdkoor meewerkte (Gurre-Lieder, Arnold Schönberg, met diverse zangsolisten en andere koren, begeleid door het Keulse Gürzenich Orchestra o.l.v. Markus Stenz) onderscheiden met de Gramophone Classical Music Award in de categorie Choral.